# Dieter Krause
Dieter Krause (Brandenburg an der Havel, 1936. január 18. – Bad Saarow, 2020. augusztus 10.) olimpiai és világbajnok német kajakozó.

## Pályafutása
Az 1960-as római olimpián kajak egyes váltóban 4×500 méteren Günter Perleberggel, Paul Langéval és Friedhelm Wentzkével aranyérmes lett az Egyesült Német Csapat ragjaként, a magyar és a dán váltó előtt. 1958 és 1963 között a világbajnokságokon egy arany-, egy- ezüst- és két bronzérmet nyert.

## Sikerei, díjai
- Olimpiai játékok
  - aranyérmes: 1960, Róma (K-1 4×500 m)
- Világbajnokság
  - aranyérmes: 1963 (K-4 1000)
  - ezüstérmes: 1963 (K-2 1000 m)
  - bronzérmes (2): 1958 (K-1 500 m), 1963 (K-1 4×500 m)